# Louise Ehlers (Schauspielerin)
Louise Ehlers, verheiratete Louise Thielemann, (* 1812; † 4. Dezemberjul. / 16. Dezember 1865greg. in St. Petersburg) war eine deutschamerikanische Theaterschauspielerin.

## Leben
Ehlers, die Tochter von Wilhelm und Louise Ehlers trat bereits mit 10 Jahren mit ihrem Vater bei einem Konzert in Wien auf. Von August 1825 bis Mai 1826 war sie am Theater Magdeburg, Juli 1826 bis Juni 1827 am Theater Mannheim, danach am Theater Danzig (1827/28?), am Hoftheater Stuttgart (1828/29) und am Hoftheater Kassel (1830/31) tätig, vermutlich immer gleichzeitig mit ihrem Vater. In Kassel lernte sie den Offizier Christian Thielemann kennen und heiratete diesen. Durch diese Hochzeit war er gezwungen, seine Militärkarriere aufzugeben und so emigrierten beide in die Vereinigten Staaten. Ab 1846 lebte sie mit ihm in Cincinnati. 1852 verließ sie die Stadt wieder. Ihr weiterer Lebensweg bis zu ihrem Tod ist unbekannt. Sie hatte sich aber offensichtlich von ihrem Mann getrennt und war nach Europa zurückgekehrt. Der deutsche Bühnen-Almanach führt sie 1856 als Schauspielerin am kaiserlichen Hoftheater in St. Petersburg.
Die Künstlerin starb an den Brandwunden infolge eines Bühnenunfalls vom 13. oder 25. November 1865, als ihr Bühnenkleid Feuer fing, am 16. Dezember 1865 in St. Petersburg.